# Mezinárodní Svaz Mládeže
Mezinárodní Svaz Mládeže je spolek snažící se podporovat kulturní, sportovní a vědecké činnosti mládeže v oblastech Česka, Ruska, Ukrajiny a Kazachstánu. Byl založen Yevgenem Kolesnykem v roce 2007 v Praze. Má mezinárodní akreditaci ICEF.

## Historie
Mezinárodní Svaz Mládeže byl založen v roce 2007 v České republice v Praze. Členové pocházeli z řad studentů Vysoké školy ekonomické, Českého vysokého učení technického, České zemědělské univerzity. MSM se zabýval organizováním vzdělávacího procesu pro ty, kteří se chtějí učit cizí jazyky[ujasnit] a organizací sportovních akcí pro studenty. Dále organizoval zahraniční stáže a doprovodné sportovní a kulturní programy při studiu.
V roce 2011 byla založena Mezinárodní fotbalová akademie MSM v Praze, Moskvě a Kyjevě. S MSM spolupracují čeští trenéři Martin Frýdek a Eva Ganyakova. Ve struktuře svazu existuje mezinárodní fotbalový tým MSM, který je registrován u fotbalové asociace České republiky. V roce 2012 byla otevřena pobočka v Kyjevě. 19. března roku 2013 MSM podepsal dohodu o spolupráci s fotbalovou federací Kyjeva. V červeneci a srpnu 2013 Mezinárodní svaz mládeže uspořádal přátelská utkání s FFK (Fotbalovou Federací Kyjeva) a návštěvu delegace funkcionářů fotbalových veteránů FFK v Praze. 6. března 2014 byla otevřena pobočka MSM v Moskvě, v Praze zřízena Mezinárodní letní škola KVN. 
V roce 2015 byla založena Mezinárodní tenisová akademie MSM – mezi trenéry patří Karel Jílek, trenér TC Sparta, stříbrný medailista ve čtyřhrách na Mistrovství České republiky v roce 2002; Ivona Brožová, stříbrná medailistka ITF do 18 let, mistryně Prahy v roce 2012 ve čtyřhře; Daniel Macko, mistr Prahy ve čtyřhře.[zdroj?] 13. října toho roku byla podepsána dohoda o spolupráci mezi Moskevskou fotbalovou federací a Mezinárodní unií mládeže v Praze. V září 2016 byla otevřena pobočka v Petrohradě. V roce 2016 (12. března) uspořádal MSM mezinárodní studentský ples v budově Palác Žofín v Praze, kde vystoupil Sergej Žukov, zpěvák ruské skupiny Ruki Vverch!. 12. března se konal Mezinárodní vzdělávací veletrh, na kterém byla představeny řada univerzit, jejich učební plány, programy stáží, informace o grantech, stipendiích a dalších vzdělávacích příležitostech v zahraničí. 
V roce 2017 v rámci III. Mezinárodní olympiády „Generation MSM: Generace zaměřena na budoucnost!“ provedl personál MSM prezenční testování studentů ve 30 vzdělávacích institucích v Moskvě. Jako cenu poskytla MSM na charitativní bázi[ujasnit] výlet do Velké Británie v areálu UK Royal Holloway University v Londýně. Od roku 2018 otevřela MSM v Praze letní školu bojových umění, kde přednáší Vladimír Idrani, dvojnásobný evropský mistr a český mistr ve smíšeném bojovém umění, trenér a učitel bojových umění druhé kategorie.[ujasnit] Ve stejném roce se konalo otevření letní taneční akademie. V únoru 2019 se v Rusku konal   IV. Mezinárodní metodický den (MMD) s podporou Ministerstva školství a vědy Ruské federace projektem „Školy nových technologií“, jehož cílem byla výměna odborných zkušeností mezi učiteli týkající se metodiky a řízení vzdělávacích institucí.